# Sweetia
Sweetia es un género de plantas con flores con dos especies, perteneciente a la familia Fabaceae.

## Especies
- Sweetia atrata Mohlenbr.
- Sweetia fruticosa Spreng.